# Nupedia
Nupedia là một bách khoa toàn thư trên Internet với nội dung tự do do các nhà chuyên môn viết, bắt đầu từ tháng 3 năm 2000, do  Jimmy Wales và Larry Sanger sáng lập, với sự hỗ trợ của công ty Bomis. Không giống như Wikipedia, Nupedia không phải là một wiki. Vào tháng 6, năm 2008, CNET xem Nupedia là một trong những website lớn nhất không còn hoạt động trong lịch sử buổi đầu của Internet.
Nupedia đã chấm dứt hoạt động năm 2003 và được Wikipedia thay thế.